# Jean Zerbo
Jean Zerbo (Ségou, 27 dicembre 1943) è un cardinale e arcivescovo cattolico maliano, dal 25 luglio 2024 arcivescovo emerito di Bamako.

## Biografia
Jean Zerbo è nato a Ségou, nella regione omonima del Mali, il 27 dicembre 1943.

### Formazione e ministero sacerdotale
È stato ordinato sacerdote il 10 luglio 1971 da Pierre Louis Lecrerc, vescovo di Ségou. Nel 1975 si è trasferito a Lione per proseguire gli studi. Si è poi laureato in sacra scrittura al Pontificio istituto biblico di Roma. Nel 1982 è tornato nel suo paese, svolgendo il ministero di parroco a Markala e di insegnante del seminario maggiore della capitale.

### Ministero episcopale e cardinalato
Il 21 giugno 1988 papa Giovanni Paolo II lo ha nominato vescovo ausiliare di Bamako e titolare di Accia. Ha ricevuto l'ordinazione episcopale il 20 novembre dello stesso anno dal cardinale Jozef Tomko, prefetto della Congregazione per l'evangelizzazione dei popoli, coconsacranti l'arcivescovo di Bamako Luc Auguste Sangaré e il vescovo di San Joseph Paul Barnabé Perrot.
Il 19 dicembre 1994 lo stesso papa lo ha nominato vescovo di Mopti e, dopo quattro anni, il 27 giugno 1998 lo ha promosso arcivescovo metropolita di Bamako. Nel maggio del 2007 e nel maggio del 2015 ha compiuto la visita ad limina.
Come arcivescovo ha promosso il dialogo tra cristiani e la maggioranza musulmana del Mali e ha partecipato a negoziati di pace. Nel 2012 ha fatto parte delle delegazioni di rappresentanti della società civile che hanno partecipato alle discussioni tra il regime militare del Mali e i partiti politici dell'opposizione. Da allora è stato un fautore della riconciliazione nazionale si è scagliato duramente contro l'intervento francese del 2013 nel suo Paese. È stato anche presidente della Caritas del Mali, un programma internazionale di aiuto per i profughi e per i più poveri.
Il 21 maggio 2017, al termine del Regina Cœli, papa Francesco ha annunciato la sua creazione a cardinale nel concistoro del 28 giugno. Il successivo 4 ottobre lo stesso pontefice lo ha nominato membro della Congregazione per l'evangelizzazione dei popoli.
Il 27 dicembre 2023 ha compiuto ottant'anni e, in base a quanto disposto dal motu proprio Ingravescentem Aetatem di papa Paolo VI del 1970, è uscito dal novero dei cardinali elettori ed è decaduto da tutti gli incarichi ricoperti nella Curia romana.
Il 25 luglio 2024 papa Francesco ha accolto la sua rinuncia, presentata per raggiunti limiti di età, al governo pastorale dell'arcidiocesi di Bamako.

### Polemiche
Poco dopo l'annuncio della nomina a cardinale, alla fine di maggio, Le Monde ha pubblicato un servizio giornalistico, secondo il quale monsignor Zerbo e altri prelati maliani avrebbero avuto conti bancari segreti in Svizzera. La Conferenza dei vescovi di Mali ha risposto che i rapporti finanziari erano "trasparenti", inoltre, ha dichiarato che la notizia era "tendenziosa" e ha messo in rilievo che la pubblicazione dell'articolo, subito dopo l'elevazione del cardinale Zerbo, contrario alle ingerenze francesi, era un'operazione mirata esclusivamente a mettere in imbarazzo la Chiesa maliana.
La sua partecipazione al concistoro del 28 giugno, secondo La Stampa, ha dimostrato che un'indagine interna ha discolpato il cardinale Zerbo dalle accuse di malversazione.

## Genealogia episcopale e successione apostolica
La genealogia episcopale è:
- Cardinale Scipione Rebiba
- Cardinale Giulio Antonio Santori
- Cardinale Girolamo Bernerio, O.P.
- Arcivescovo Galeazzo Sanvitale
- Cardinale Ludovico Ludovisi
- Cardinale Luigi Caetani
- Cardinale Ulderico Carpegna
- Cardinale Paluzzo Paluzzi Altieri degli Albertoni
- Papa Benedetto XIII
- Papa Benedetto XIV
- Papa Clemente XIII
- Cardinale Enrico Benedetto Stuart
- Papa Leone XII
- Cardinale Chiarissimo Falconieri Mellini
- Cardinale Camillo Di Pietro
- Cardinale Mieczysław Halka Ledóchowski
- Cardinale Jan Maurycy Paweł Puzyna de Kosielsko
- Arcivescovo Józef Bilczewski
- Arcivescovo Bolesław Twardowski
- Arcivescovo Eugeniusz Baziak
- Papa Giovanni Paolo II
- Cardinale Jozef Tomko
- Cardinale Jean Zerbo

La successione apostolica è:
- Vescovo Jean-Baptiste Tiama (1999)
- Vescovo Georges Fonghoro (2000)
- Vescovo Hassa Florent Koné (2022)
- Arcivescovo Robert Cissé (2023)